# Moerarchis inconcisella
Espèce
Synonymes
- Tinea inconcisella Walker, 1863[2]

Moerarchis inconcisella est une espèce d'insectes lépidoptères (papillons) de la famille des Tineidae.

## Systématique
Pour NCBI, cette espèce est à attribuer à Edward Donovan en 1805, tandis que BioLib considère qu'elle devrait l’être à Francis Walker en 1863.

## Répartition
On le trouve en Australie orientale.

## Description
Il a une envergure de 20 mm environ.

## Biologie
Les larves se nourrissent de l'écorce ou du bois des rondins pourris sur lesquels elles vivent.

## Galerie

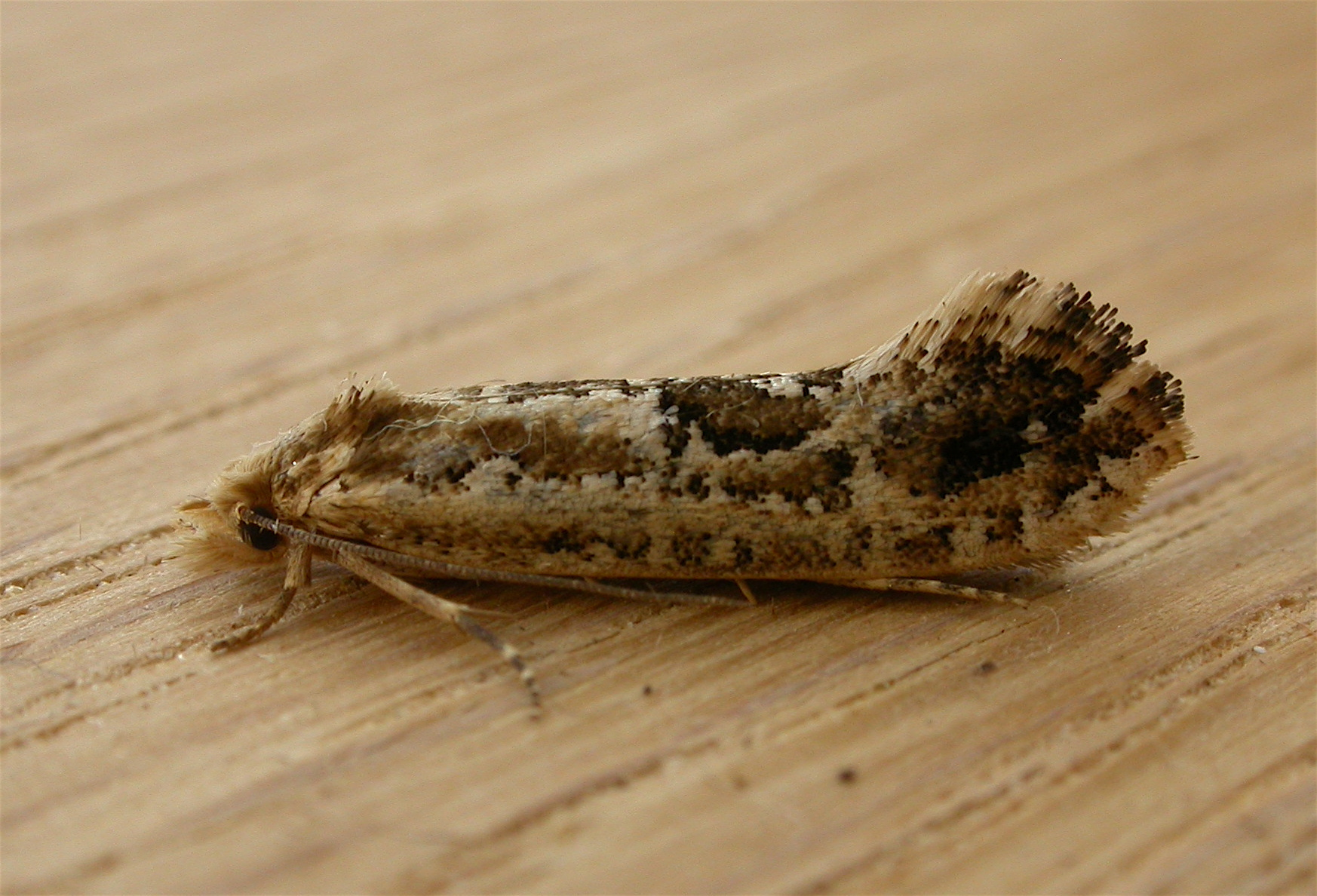